# Bene Vagienna
Bene Vagienna là một đô thị tại tỉnh Cuneo trong vùng Piedmont của Italia, vị trí cách khoảng 60 km về phía nam của Torino và khoảng 30 km về phía đông bắc của Cuneo. Tại thời điểm ngày 31 tháng 12 năm 2004, đô thị này có dân số 3.420 người và diện tích là 48,9 km².
Đô thị Bene Vagienna có các frazioni (đơn vị cấp dưới, chủ yếu là các làng) Buretto, Gorra, Isola, Podio, Pra - Santa Croce, Roncaglia, San Bernardovà Santo Stefano.
Bene Vagienna giáp các đô thị: Carrù, Fossano, Lequio Tanaro, Magliano Alpi, Narzole, Piozzo, Salmourvà Trinità.